# میویل (اورگن)
میویل (به انگلیسی: Mayville) یک منطقهٔ مسکونی در ایالات متحده آمریکا است که در شهرستان گیلیام، اورگن واقع شده‌است.